# 2011年多莫傑多沃國際機場炸彈襲擊事件
2011年多莫傑多沃國際機場炸彈襲擊事件是於2011年1月24日在莫斯科多莫傑多沃國際機場发生的一起爆炸事件。初步被懷疑是一起自殺式炸彈襲擊。此次襲擊造成至少36人遇難，180人受傷，其中86人需要留院治療。
恐怖分子混在接机人群中引爆炸弹，爆炸威力达5公斤TNT当量。有人认为是北高加索势力所为，目的是为了打击梅德韦杰夫政府。
现场找到疑为自杀袭击者的尸体头部，是1名年龄在30至35岁左右的男性。俄罗斯安全部门已对3名可疑男子展开追捕。
2月7日，伊斯蘭分離主義網站www.Kavkazcenter.com播出車臣伊斯蘭叛軍領袖多卡·烏馬羅夫在事發當日錄製的錄像帶，錄像中他承認是他下令發動恐怖襲擊的，這次襲擊是一項對準俄羅斯總理普京和俄羅斯人民的特別行動，並揚言“為了在俄羅斯的高加索地區建立一個獨立的伊斯蘭國家，未來還將發動進一步的類似攻擊。”。

## 國內反應
在襲擊之後，所有飛往莫斯科的航班都轉向其它機場。俄羅斯當局即下令所有機場在旅客進入機場前，檢查可疑人士。
由多莫傑多沃機場開往莫斯科市區的火車實行免費運行。
莫斯科全市於1月26日哀悼恐怖襲擊的死難者。

## 國際反應
全球多個地區的領導人都譴責此次襲擊。
歐盟主席赫尔曼·范龙佩說：“襲擊的元兇必定要受到應有的懲罰。”
包括亚美尼亚、阿塞拜疆、巴西、加拿大、 中国、 哥伦比亚、法国、 德国、印度、伊朗、以色列、墨西哥、巴基斯坦、波兰、罗马尼亚、 斯洛伐克、叙利亚、 乌克兰、英国、美国等國都發表了聲明谴责此次爆炸事件。
香港政府在事後向俄羅斯發出黃色外遊警示。

## 外部連結
- 俄羅斯新聞網專題：多莫杰多沃机场发生爆炸（简体中文）
- 聯合早報網：莫斯科机场遭恐袭【图辑】（页面存档备份，存于）（简体中文）
- 香港保安局：外遊警示制度（页面存档备份，存于）
- 香港政府新聞網： 特區政府對俄羅斯發出黃色外遊警示（页面存档备份，存于），2011年1月25日